# Anne-Marie Walters
Anne-Marie Walters, née le 16 mars 1923 à Genève et morte le 2 octobre 1998 à La Baume-de-Transit, est un officier[réf. souhaitée] du Women's Auxiliary Air Force (WAAF) recruté par le service secret britannique Special Operations Executive pendant la Seconde Guerre mondiale. Elle aide la résistance française dans le sud-ouest en tant que courrier du réseau action WHEELWRIGHT commandé par George Starr.

## Identités
- État civil : Anne-Marie Walters, épouse Comert
- Comme agent du SOE :
  - Nom de guerre (field name) : « Colette »[1]
  - Nom de code opérationnel : Milkmaid (en français : fille de laiterie ou laitière)
  - Fausses identités : Marie-Françoise Périer ; Alice Thérèse Davoust ; Miss Fitzgerald (en Espagne)

Parcours militaire :
- WAAF ; grade : ACW (Aircraft woman[réf. souhaitée]) ; matricule : 2001920
- SOE, section F ; fonction : Assistant Section Officer ; matricule : 9901

Photographie d’Anne-Marie Walters : section Sources et liens externes.

## Famille
- Son père : Britannique
- Sa mère : Française
- Son mari : Jean-Claude Comert, fils de Pierre Comert ; mariage en décembre 1946.
- Ses enfants : Jean-Pierre, Sophie

## Biographie
1923. Le 16 mars, elle naît à Genève, Suisse.
1939. Après le déclenchement de la guerre, elle quitte la Suisse pour l’Angleterre.
1941. Elle rejoint le WAAF.
1943.
- Juillet. Le 6, elle est recrutée par le SOE.
- Juillet à novembre. Elle suit l’entraînement comme agent dans l’école d’entraînement spécial STS 23 à Loch Morar, Écosse.
- Décembre. Une première tentative de la parachuter en France échoue en raison du mauvais temps dans le secteur de largage et finit par un accident à l’atterrissage au retour en Angleterre (sur un terrain de dégagement, en raison de l’intensité du brouillard).

1944.
- 3/4 janvier. Elle est parachutée de nuit avec succès dans la région de l’Armagnac (sud-ouest de la France), en même temps qu’un autre agent, Claude Arnault « Néron ». Elle rejoint le chef du réseau WHEELWRIGHT, George Starr « Hilaire » : dans la fonction de courrier, elle assure pendant sept mois la liaison entre Starr et Philippe de Gunzbourg.
- Mai. Elle est promue au grade de Section Officer[réf. souhaitée].
- Juillet. À la fin du mois, George Starr, dont les relations avec elle se sont détériorées, la renvoie en Grande-Bretagne. Elle devra passer par l'Espagne, pour accompagner six personnes et pour remettre un rapport à Madrid. Le colonel Fuller, chef de l'équipe Jedburgh BUGATTI, apprenant son départ, lui confie également un message à remettre à ses chefs d'état-major à Alger[2]. Elle part fin juillet, fait traverser les Pyrénées à six hommes (dont trois pilotes Américains abattus et un Néerlandais), remplit ses missions à Madrid (pour George Starr) et à Alger (pour Halsall) et arrive à Londres mi-septembre[3]. Elle est interrogée par Vera Atkins le 14 septembre. Elle essaye de reprendre du service actif en France : la section F du SOE s'y oppose.
- Novembre. Elle quitte l’armée et le SOE.

1946. Elle publie le récit de ses expériences dans un livre Moondrop to Gascony, qui fournit un portrait vivant de George Starr (« Le Patron » dans le livre) et de Claude Arnault (Jean-Claude dans le livre) auquel elle était liée romantiquement[Quoi ?].
Après la guerre. Elle vit en Espagne et en France, connue comme traductrice et éditrice sous son nom d’épouse : Anne-Marie Comert.
1998. Le 2 octobre, elle meurt à La Baume-de-Transit (Drôme, France) à l’âge de 75 ans.

## Reconnaissance

### Distinctions
Elle a été décorée de la MBE (liste civile) pour son action en France occupée.

### Monument
- À Losse (quartier de Lapeyrade) (Landes), une stèle rappelle les cinq parachutages d'agents réalisés entre août 1943 et avril 1944 sur les terrains d'alentour, ayant amené quatre personnes pour le réseau WHEELWRIGHT de George Starr (Anne-Marie Walters, Yvonne Cormeau, Claude Arnault et Denis Parsons), une personne pour le réseau STATIONER (Maurice Southgate), et deux personnes pour le réseau SCHOLAR (Gonzague de Saint-Geniès et Yvonne Baseden). Cette stèle, érigée à l'initiative de l’amicale du réseau Hilaire-Buckmaster (c'est-à-dire du réseau WHEELWRIGHT), a été inaugurée le 23 mai 2002[4].

## Œuvres
- Parachutée au clair de lune, par Anne-Marie Walters. Deux chapitres sont consacrés à la vie du maquis du réseau WHEELWRIGHT dirigé par George Starr , installé à Castelnau, et à l'attaque du village par l'armée allemande le 21 juin 1944.
  - (en) Moondrop to Gascony, édition originale : Macmillan & Co Ltd, 1946. L'ouvrage a obtenu le prix John Llewellyn Rhys en 1947.
  - (en) Moondrop to Gascony, réédition de l'édition originale par Moho Books (2009), avec une préface de Michael R. D. Foot et une introduction de David Hewson,  (ISBN 978-0-9557208-1-9).
  - (fr)Parachutée au clair de lune, traduction d'Annie Boulineau, avec une abondante documentation de David Hewson et une préface de Michel Chaumet, Éditions Gaussen, 2012.

## Traductions, adaptations
Sous le nom d'Anne-Marie Comert:
- Robinson Crusoé, Daniel Defoe, illustrations: Fiodor Rojankovsky, Éditions des Deux coqs d'or, coll. L'Étoile d'or, no 3, 244 p., 1965
- Sur la piste de Xénophon (Benson, Carson détectives privés), Georges Wyatt[5] (d'après les personnages créés par Charles Spain veral), illustrations: B. Bodini, Éditions des Deux coqs d'or, coll. L'Étoile d'or, no 52, 241 p., 1966
- Le Capitaine Fracasse, tome 1, Théophile Gauthier, illustrations: Giovanni Giannini, Éditions des Deux coqs d'or, coll. L'Étoile d'or, no 63, 240 p., 1967
- Le Capitaine Fracasse, tome 2, Théophile Gauthier, illustrations: Giovanni Giannini, Éditions des Deux coqs d'or, coll. L'Étoile d'or, no 64, 246 p., 1967